# Zubov
Zubov je priimek več oseb:
- Fjodor Zubov, ruski slikar
- Peter Ivanovič Zubov, sovjetski general
- Sergej Aleksandrovič Zubov, ruski hokejist